# محاکمه با آتش
محاکمه با آتش (انگلیسی: Trial by Fire) فیلم زندگی‌نامه‌ای و  درام به کارگردانی ادوارد زوئیک است. بازیگران اصلی فیلم جک اوکانل در نقش کامرون تاد ویلینگهام و لورا درن هستند.